# 사명대사의 금란가사와 장삼
사명대사의 금란가사와 장삼(泗溟大師의 金襴袈裟와 長衫)은 대한민국 경상남도 밀양시 단장면 구천리, 표충사에 있는 조선시대의 복식 유물이다. 1973년 7월 16일 대한민국의 국가민속문화재 제29호로 지정되었다.

## 개요
사명대사(1544~1610)의 금란가사와 장삼이다. 사명대사는 조선시대의 유명한 승려로 16세에 승려가 되었으며, 임진왜란(1592) 때에는 의병과 승병을 일으켜 나라에 큰 공을 세운웠다.
가사란 승려들이 입던 법의(法衣)를 말하는데 장삼을 입고 그 위에 왼쪽 어깨에서 오른쪽 겨드랑이 밑으로 걸쳐 입던 옷이다. 사명대사 금란가사는 황금색의 중국 비단으로 만들었으며, 가로 270cm, 세로 80cm이다. 현재는 색이 담황색으로 변색되고 훼손도 심하여 본래의 모습을 파악하기가 힘들다.
장삼은 검은색이나 흰색으로 만든 길이가 길고 소매가 넓은 옷으로 가사와 함께 승려가 입는 법복중 하나이다. 사명대사 장삼은 흰색 무명으로 만들었다. 상의와 하의가 연결되어 있으며, 군데 군데 훼손은 되었으나 원형을 보존하고 있다. 길이 144cm, 품 55cm이고, 등솔에서 소매끝까지의 화장길이는 143cm이며, 짧은 고름이 달려 있다.
사명대사 금란가사와 장삼은 착용자를 알 수 있는 유물로서 16세기 말에서 17세기 초 승려들의 복식을 연구하는데 귀중한 자료이다.

## 같이 보기
- 사명대사
- 장삼
- 가사

## 참고 자료
- 사명대사의 금란가사와 장삼 - 국가유산청 국가유산포털